# Marienberghausen
Marienberghausen ist ein Ortsteil von Nümbrecht im Oberbergischen Kreis im südlichen Nordrhein-Westfalen innerhalb des Regierungsbezirks Köln.

## Lage und Beschreibung
Der Ort liegt in Luftlinie rund 3,5 Kilometer nordwestlich des Ortszentrums von Nümbrecht.

## Geschichte

### Erste Erwähnung
Der Ort wurde 1447 in der „Rechnung des Rentmeisters Johann von Flamersfeld“ das erste Mal urkundlich erwähnt.
Die Schreibweise der Erstnennung war Berchhusen.
Marienberghausen gilt als der „Geburtsort“ der Oper Hänsel und Gretel, die von Engelbert Humperdinck komponiert und auch erstmals aufgeführt wurde. In Marienberghausen erinnert eine Straße und ein Denkmal an den Komponisten.
Engelbert Humperdinck hat bei einer Tante im kleinen Dorf Wolfscharre bei Marienberghausen häufig Urlaubstage verbracht. Entgegen allen Erzählungen aber hat er die berühmte Märchenoper nicht in Marienberghausen, sondern weitgehend in Frankfurt komponiert. In Wolfscharre und Marienberghausen entstanden allerdings einige kleinere Kompositionen.

### Verwaltungsgeschichte
Marienberghausen gehörte bis zur Franzosenzeit zur Reichsherrschaft Homburg und fiel 1806 an den französischen Satellitenstaat Großherzogtum Berg. Dort wurde bei der Einführung von Verwaltungsstrukturen nach französischem Vorbild im Kanton Homburg des Arrondissements Siegen im Département Sieg auch die Mairie (Bürgermeisterei) Marienberghausen eingerichtet. Nachdem das Gebiet 1814 an Preußen gefallen war, wurde aus der Mairie die preußische Bürgermeisterei Marienberghausen. Diese kam 1816 zum neuen Kreis Homburg, gehörte ab 1825 zum Kreis Gummersbach und bestand nur aus der Landgemeinde Marienberghausen. Seit 1932 gehört Marienberghausen zum Oberbergischen Kreis.
Am 1. Juli 1969 wurde Marienberghausen zusammen mit Nümbrecht und Gebietsteilen von Waldbröl zur neuen Gemeinde Homburg zusammengefügt. Auf Antrag der neuen Gemeinde wurde der Name alsbald in Nümbrecht geändert.

## Verkehr
Durch Marienberghausen führen die Landesstraßen 338 und 350.

## Sehenswürdigkeiten
Die evangelische Kirche im Ort gehört zu den fünf „Bunten Kirchen“ im Oberbergischen Kreis und ist vor allem wegen der vorhandenen über 500 Jahre alten Wandmalereien und der im Jahre 1994 erbauten Mühleisen-Orgel sehenswert.

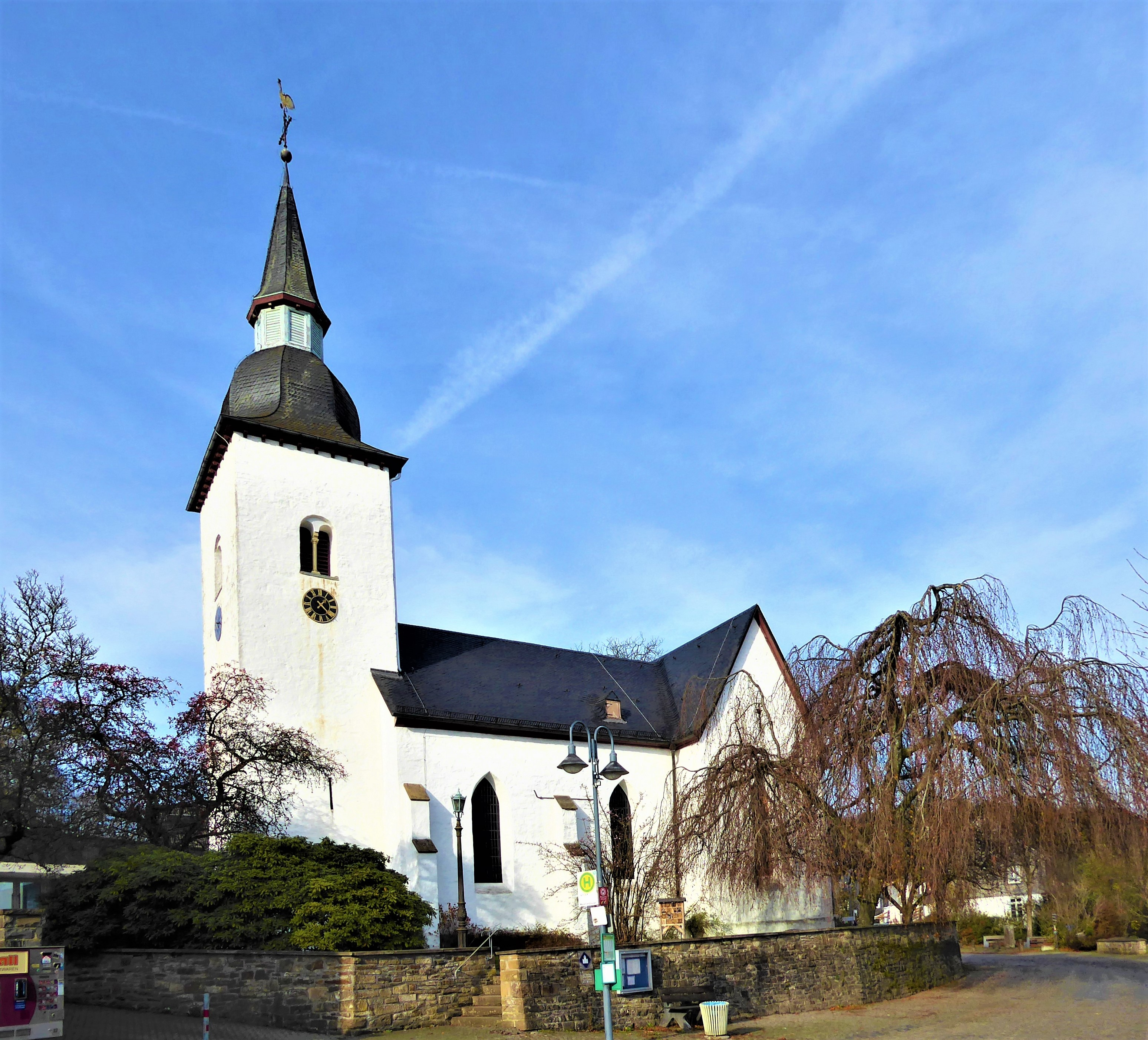
Ev. Kirche in Marienberghausen
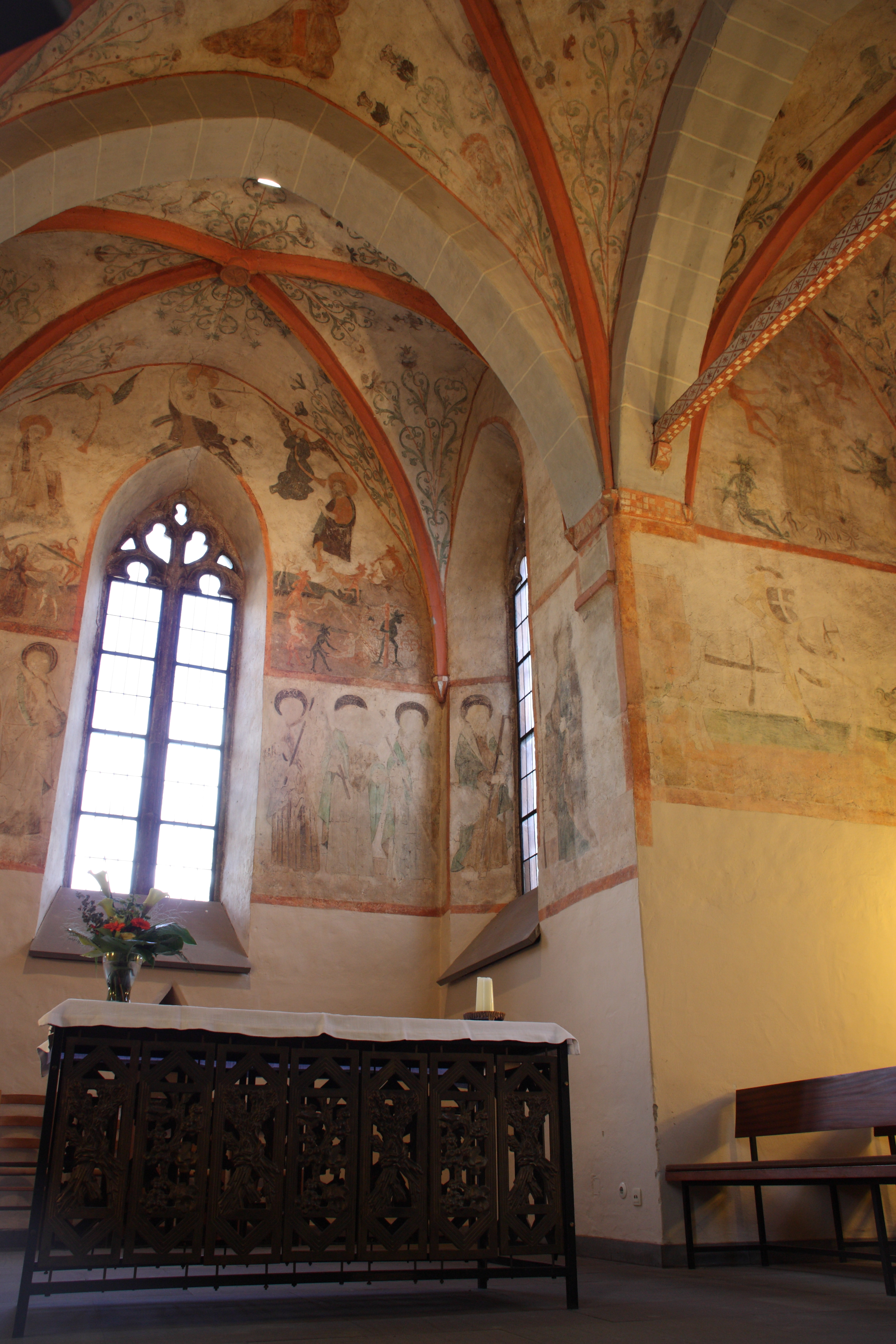
Malereien in der ev. Kirche in Marienberghausen
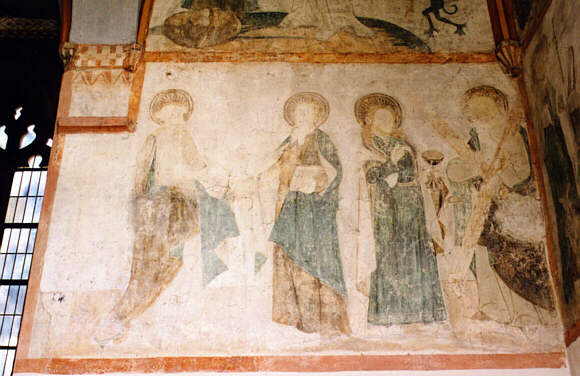
Wandmalereien in der ev. Kirche in Marienberghausen
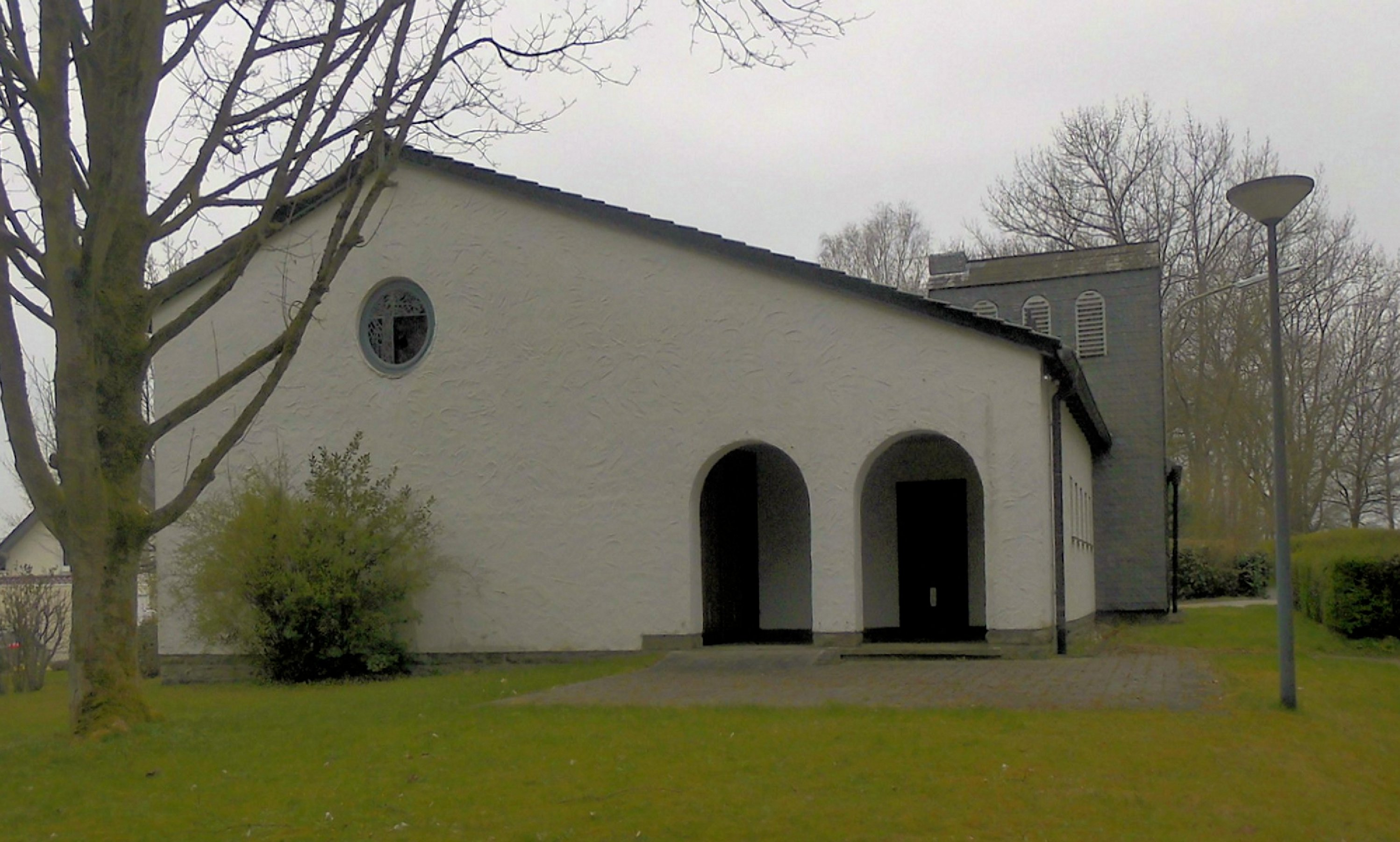
Kirche Maria Königin

## Freizeit

### Sport
Der TSV Marienberghausen 1968 e. V. ist in den Sportarten Tischtennis und Gymnastik aktiv.

### Wandern und Radwege
Folgende Wanderwege werden vom Wanderparkplatz Marienberghausen vom Sauerländischen Gebirgsverein angeboten:
- A1 (5,0 km) – A2 (7,5 km) – A3 (2,0 km)

Folgende Fahrradtouren durchqueren Marienberghausen:
- Fachwerkroute: Die zahlreich gut erhaltenen und renovierten Fachwerkhäusern sind Gegenstand dieser Tour. Es müssen 8 Höhenunterschiede bewältigt werden.
- Höhenroute

Ausgangspunkt Nümbrecht
| Routen-Name   | Wegzeichen | Fahrstrecke | Weglänge |
| ------------- | ---------- | --- | -------- |
| Fachwerkroute |            | Nümbrecht – Marienberghausen – Lindscheid – Benroth – Langenbach – Berkenroth – Gut Rottland – Richtung Wirtenbach – Bruch          | 40 km    |
| Höhenroute    |            | Nümbrecht – Nippes – Geringhausen – Wirtenbach – Grötzenberg – Heisterstock – Elsenroth – Marienberghausen – Ölsbachtal – Nümbrecht | 28 km    |

## Kirchliche Einrichtungen
- Ev. Kirchengemeinde Marienberghausen
- Ev. Kirchenchor „conTAKT“ der Ev. Kirchengemeinde Marienberghausen
- Posaunenchor der Ev. Kirchengemeinde Marienberghausen
- Kinder- und Jugendchor der Ev. Kirchengemeinde Marienberghausen

## Bildungseinrichtungen
- Gemeinschaftsgrundschule Marienberghausen

## Wettbewerb – Unser Dorf soll schöner werden
Im Rahmen des bundesweit ausgetragenen Wettbewerbs „Unser Dorf soll schöner werden“ hat Marienberghausen bereits einige Preise erhalten. Darunter:
- 1969 Bundeswettbewerb Gold
- 1991 Bundeswettbewerb Gold

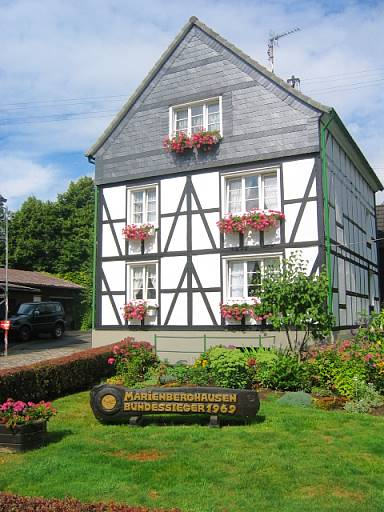
Auszeichnung aus dem Jahr 1969 vor dem Haus an der Humperdinckstraße.

## Verkehr
Marienberghausen ist mit drei Buslinien an Nümbrecht angebunden.